# Campeonato da CONCACAF de Futebol Sub-15 de 2013
O Campeonato da CONCACAF de Futebol Sub-15 de 2013 foi uma competição de futebol sub-15 realizada entre 13 e 25 de agosto de 2013.. O anfitrião foi a ilha Grande Caimão,  Ilhas Caimã
As partidas são disputadas em 2 tempos de 35 minutos(ao contrário do profissional, 45 minutos).

## Participantes
| - Antígua e Barbuda - Aruba - Bahamas - Belize - Bermudas - Ilhas Caimã | - Curaçau - El Salvador - Granada - Guadalupe - Guatemala - Haiti | - Honduras - Jamaica - Martinica - Porto Rico - São Cristóvão e Neves - Santa Lúcia | - Saint-Martin - São Martinho Neerlandês - São Vicente e Granadinas - Ilhas Virgens Americanas |

## Sedes
| West Bay                     | Georgetown                   | Georgetown                   |
| ---------------------------- | ---------------------------- | ---------------------------- |
| Ed Bush Field                | The Annex                    | Truman Bodden Sports Complex |
| 19° 22′ 52″ N, 81° 23′ 56″ O | 19° 17′ 55″ N, 81° 22′ 36″ O | 19° 16′ 42″ N, 81° 22′ 59″ O |

## Fase de grupos

### Critérios de desempate
Os seguintes critérios de desempate foram estabelecidos pela CONCACAF:
1. Maior número de pontos obtidos em todos os jogos de grupo
2. Goal diferença em todos os jogos de grupo
3. Maior número de golos marcados em todos os jogos de grupo
4. Maior número de pontos obtidos em jogos entre equipes ainda empatados
5. Lotes desenhados pelo Comitê Organizador do Gold Cup

### Grupo A
| Posição | Time                     | J | V | E | D | GP | GC | SG  | Pts | Qualificação |
| ------- | ------------------------ | - | - | - | - | -- | -- | --- | --- | ------------ |
| 1       | Bermudas                 | 5 | 5 | 0 | 0 | 20 | 1  | +19 | 15  | Fase final   |
| 2       | Ilhas Cayman             | 5 | 4 | 0 | 1 | 27 | 6  | +21 | 12  |              |
| 3       | Aruba                    | 5 | 3 | 0 | 2 | 23 | 7  | +16 | 9   |              |
| 4       | Bahamas                  | 5 | 1 | 1 | 3 | 11 | 10 | +1  | 4   |              |
| 5       | Ilhas Virgens Americanas | 5 | 1 | 1 | 3 | 5  | 30 | -25 | 4   |              |
| 6       | São Martinho-HOL         | 5 | 0 | 0 | 5 | 2  | 34 | -32 | 0   |              |